# Acrolyta marginata
Acrolyta marginata là một loài tò vò trong họ Ichneumonidae.